# Grudzkowola
Grudzkowola – wieś sołecka w Polsce położona w województwie mazowieckim, w powiecie grójeckim, w gminie Grójec.
W latach 1975–1998 miejscowość administracyjnie należała do województwa radomskiego.